# Sotra
Sotra är en ö i Øygardens kommun i Vestland fylke i västra Norge. Ön ligger väster om staden Bergen. Längre västerut ligger ön Algrøyna, som har broförbindelse med Sotra.
Liatårnet, 341 meter över havet, är öns högsta punkt. Invånarantalet var 19 100 år 2017 och öns yta är 175,9 kvadratkilometer.
I folkmun syftar beteckningen Sotra ofta även på de närliggande öarna Bildøyna och Litlesotra.
Tidigare tillhörde den norra delen av ön dåvarande Fjells kommun medan den södra delen ingick i dåvarade Sunds kommun, både inom dåvarande Hordaland fylke.